# Episodi di Cugini per la vita
La prima stagione della serie televisiva Cugini per la vita ha debuttato negli Stati Uniti il 24 novembre 2018 su Nickelodeon con la trasmissione del primo episodio, la messa in onda regolare è proseguita dal 5 gennaio 2019. In Italia la stagione verrà trasmessa su Nickelodeon dall'8 aprile 2019.
| nº | Titolo originale                     | Titolo italiano                 | Prima TV USA     | Prima TV Italia |
| -- | ------------------------------------ | ------------------------------- | ---------------- | --------------- |
| 1  | Movin 'In                            | Il trasferimento                | 24 novembre 2018 | 8 aprile 2019   |
| 2  | Space Invader                        | L'invasore di spazio            | 5 gennaio 2019   | 9 aprile 2019   |
| 3  | Scammer Time                         | La maratona di salto alla corda | 12 gennaio 2019  | 10 aprile 2019  |
| 4  | Hot Dog Day Aftermoon                | Un giorno da hot dog            | 19 gennaio 2019  | 11 aprile 2019  |
| 5  | This Little Piggy Went to the Market | Un maialino va al supermercato  | 26 gennaio 2019  | 16 aprile 2019  |
| 6  | The Fearsome Foursome                | I fantastici 4                  | 2 febbraio 2019  | 20 giugno 2019  |
| 7  | Super Ivy                            | Super Ivy                       | 16 febbraio 2019 | 17 aprile 2019  |
| 8  | Art-thur                             | Art-thur                        | 23 febbraio 2019 | 21 giugno 2019  |
| 9  | A Farewell to Arthur?                | L'evasione di Arthur            | 2 marzo 2019     | 25 giugno 2019  |
| 10 | Clothes Call                         | Non si rifiuta il rifiuto       | 9 marzo 2019     | 12 aprile 2019  |
| 11 | Those Medaling Kings!                | Ragazzini da medaglia           | 16 marzo 2019    | 28 giugno 2019  |
| 12 | Green Girls Return                   | Il ritorno di Green Girls       | 30 marzo 2019    | 24 giugno 2019  |
| 13 | Cousins Day                          | La festa dei cugini             | 6 aprile 2019    | 26 giugno 2019  |
| 14 | Eyes On the Prize                    | Occhio al premio                | 13 aprile 2019   | 15 aprile 2019  |
| 15 | Operation: Mom                       | In campeggio con la mamma       | 20 aprile 2019   | 27 giugno 2019  |
| 16 | Trapped For Life                     | Intrappolati a vita             | 27 aprile 2019   | 2 luglio 2019   |
| 17 | Ivy Scares                           | La casa stregata                | 4 maggio 2019    | 17 giugno 2019  |
| 18 | Service For The Service              | Operazione Hot Dog              | 11 maggio 2019   | 18 giugno 2019  |
| 19 | Blending a Hand                      | Un piccolo errore               | 1º giugno 2019   | 1º luglio 2019  |
| 20 | Stain-cation                         | Un Luau indimenticabile         | 8 giugno 2019    | 19 giugno 2019  |

## Il trasferimento
- Titolo originale: Movin 'In
- Diretto da: Jonathan Judge
- Scritto da: Heath Seifert, Kevin Kopelow

### Trama
Stuart e Ivy, due cugini, vivono insieme, ma il padre di Stuart decide di trasferire la famiglia a Portland.